# Bolívar (bang)
Bolívar (tiếng Tây Ban Nha: Bolívar, đọc là Bô-li-va) là một bang tại miền đông nam Venezuela. Thủ phủ của bang là thành phố Ciudad Bolívar, còn thành phố đông dân nhất là Ciudad Guayana. Với diện tích 240.528 km², Bolívar là bang có rộng nhất Venezuela và dân số của bang hiện khoảng 1,4 triệu người, đông dân thứ 7 nước này. Bang tiếp giáp với các bang Guarico, Anzoategui, Monagas và Delta Amacuro về phía bắc, bang Apure về phía tây, bang Amazonas về phía tây nam, có đường biên giới với bang Roraima của Brasil về phía nam và các vùng Pomeroon-Supenaam, Barima-Waini của Guyana về phía đông.

## Phân cấp hành chính
|     | Khu tự quản       | Trung tâm hành chính  | Diện tích (km²) | Dân số (thống kê 2011) | Dân số ước tính 30 tháng 6 năm 2016 |
| --- | ----------------- | --------------------- | --------------- | ---------------------- | ----------------------------------- |
| 1.  | Angostura         | Ciudad Piar           | 56.916          | 40.927                 | 52.205                              |
| 2.  | Caroní            | Ciudad Guayana        | 1.612           | 704.585                | 892.269                             |
| 3.  | Cedeño            | Caicara del Orinoco   | 46.020          | 67.000                 | 101.800                             |
| 4.  | El Callao         | El Callao             | 2.223           | 21.769                 | 25.338                              |
| 5.  | Gran Sabana       | Santa Elena de Uairén | 32.990          | 28.450                 | 37.930                              |
| 6.  | Heres             | Ciudad Bolívar        | 5.851           | 342.280                | 414.154                             |
| 7.  | Padre Pedro Chien | El Palmar             | 2.275           | 15.488                 | 18.376                              |
| 8.  | Piar              | Upata                 | 15.900          | 98.274                 | 124.476                             |
| 9.  | Roscio            | Guasipati             | 6.182           | 21.750                 | 27.226                              |
| 10. | Sifontes          | Tumeremo              | 24.393          | 50.082                 | 62.798                              |
| 11. | Sucre             | Maripa                | 46.166          | 20.359                 | 24.327                              |
|     | Toàn bang         | Ciudad Bolívar        | 240.528         | 1.410.964              | 1.780.899                           |

## Kinh tế
Bang Bolívar có nhiều nguồn tài nguyên quan trọng. Về năng lượng, bang này sở hữu đập Guri - nhà máy thủy điện lớn nhất Venezuela và lớn thứ tư thế giới. Phần lớn điện năng của Venezuela là do công trình này cung cấp.
Bolívar cũng nổi tiếng với các sản phẩm nông nghiệp như pho mát, bông, sắn. Những nguồn tài nguyên khoáng sản có trữ lượng lớn tại Bolívar bao gồm sắt, vàng và bô xít.